# Habenaria macrodactyla
Habenaria macrodactyla är en orkidéart som beskrevs av Friedrich Fritz Wilhelm Ludwig Kraenzlin. Habenaria macrodactyla ingår i släktet Habenaria och familjen orkidéer. Inga underarter finns listade i Catalogue of Life.